# Coccodiella banksiae
Coccodiella banksiae är en svampart som först beskrevs av Clifford George Hansford, och fick sitt nu gällande namn av H.J. Swart 1988. Coccodiella banksiae ingår i släktet Coccodiella och familjen Phyllachoraceae.   Inga underarter finns listade i Catalogue of Life.